# Новоплянский, Давид Иосифович
Давид Иосифович Новоплянский — советский журналист и писатель.

## Биография
Родился в 1909 году в Белостоке. Член КПСС.
В 1927—1931 гг. — литейщик харьковского завода «Серп и Молот».
В 1931—1933 гг. — военнослужащий РККА.
В 1933—1935 гг. — литейщик, заводской корреспондент харьковского завода «Серп и Молот».
В 1935—1938 гг. — собственный корреспондент «Комсомольской правды» в Баку.
В 1938—1941 гг. — собственный корреспондент «Комсомольской правды» в Хабаровском крае.
Участник Великой Отечественной войны: инструктор политотдела штаба войск НКВД Юго-Западного фронта, окружен, вышел из окружения, военный корреспондент, заведующий отделом партийной жизни и пропаганды, ответственный секретарь газеты «За Родину» 70-й армии.
В 1946—1954 гг. — собственный корреспондент «Комсомольской правды» в Хабаровском крае, Сахалинской и Кемеровской областях.
В 1954—1959 гг. — корреспондент газеты «Комсомольская правда» по Казахской ССР.
В 1959—1963 гг. — заведующий отделом информации, заведующий отделом сельской молодежи газеты «Комсомольская правда».
В 1963—1984 гг. — корреспондент газеты «Правда» по военной тематике.
Умер в 1996 году в Москве.

## Награды
- Орден Отечественной войны I степени (21.05.1945)
- Орден Отечественной войны II степени (19.08.1944, 06.04.1985)
- Орден Трудового Красного Знамени (1957, 04.05.1962, 09.09.1971)
- Орден Красной Звезды (31.08.1943)
- Орден Знак Почёта (28.10.1948)